# 同性結合關係歷史年表
|  | 同性性行为合法                 |  | 同性性行为非法         |
|  | 同性婚姻法制化                 |  | 违法但未执行或极少执行 |
|  | 非婚姻形式的伴侣登记、民事結合 |  | 有期徒刑               |
|  | 承认事實上的同居关系           |  | 无期徒刑               |
|  | 承认外国同婚伴侣但不承认本国   |  | 死刑但未施行或极少施行 |
|  | 有限承认（外国居留权）         |  | 法外处决               |
|  | 无任何保障                     |  | 死刑                   |
|  | 言論及結社自由受法律限制       |  |                        |

## 各國全國性同性婚姻法制化年表
給予「全國性同性註冊結婚的國家」定義，是在同性婚姻相關法律(國家領袖)公布生效後才能認定。各國的屬地或擁有自治權更高的地區可能需個別通過法案。
全境已生效
1. 荷蘭︰2001年4月1日荷蘭同性婚姻生效
2. 比利时︰2003年6月1日比利時同性婚姻生效，2006年領養權合法化
3. 西班牙︰2005年7月3日西班牙同性婚姻生效
4. 加拿大︰2005年7月20日加拿大同性婚姻適用全國
5. 南非︰2006年11月30日南非同性婚姻生效
6. 挪威︰2009年1月1日挪威同性婚姻生效
7. 瑞典︰2009年5月1日瑞典同性婚姻生效
8. 葡萄牙︰2010年6月5日葡萄牙同性婚姻生效
9. 冰島︰2010年6月27日冰島同性婚姻生效
10. 阿根廷︰2010年7月22日阿根廷同性婚姻生效
11. 丹麦︰2012年6月15日丹麥同性婚姻生效
12. 巴西︰2013年5月16日巴西同性婚姻生效
13. 法國︰2013年5月18日法國同性婚姻生效
14. 乌拉圭︰2013年8月5日烏拉圭同性婚姻生效
15. 新西兰︰2013年8月19日紐西蘭同性婚姻生效
16. 盧森堡︰2015年1月1日盧森堡同性婚姻生效
17. 美国︰2015年6月26日美國同性婚姻適用全國
18. 爱尔兰︰2015年11月16日愛爾蘭同性婚姻生效
19. 哥伦比亚︰2016年4月28日哥倫比亞同性婚姻生效
20. 芬兰︰2017年3月1日芬蘭同性婚姻生效，北歐全部通過
21. 馬爾他︰2017年9月1日馬爾他同性婚姻生效
22. 德国︰2017年10月1日德國同性婚姻生效
23. ︰2017年12月9日澳大利亚同性婚姻生效
24. 奥地利︰2019年1月1日奥地利同性婚姻生效
25. 中華民國︰2019年5月24日中華民國同性婚姻生效
26. ︰2019年6月12日厄瓜多同性婚姻生效
27. 英国: 2020年1月13日英国同性婚姻完成全境生效[註 1]
28. ︰2020年5月26日哥斯大黎加同性婚姻生效
29. 智利︰2022年3月10日智利同性婚姻生效
30. 瑞士︰2022年7月1日瑞士同性婚姻生效
31. 斯洛維尼亞︰2022年7月8日斯洛文尼亚同性婚姻生效
32. 古巴：2022年9月26日古巴同性婚姻生效
33. 墨西哥︰2022年12月31日墨西哥同性婚姻完成全境生效
34. 安道尔︰2023年2月17日安道爾同性婚姻生效
35. 爱沙尼亚︰2024年1月1日愛沙尼亞同性婚姻生效
36. 希腊︰2024年2月15日希臘同性婚姻生效
37. 列支敦斯登︰2025年1月1日列支敦斯登同性婚姻生效
38. 泰國︰2025年1月23日泰國同性婚姻生效

## 民事結合與同性婚姻大事紀

### 1970年代

#### 1979年
- 6月：荷兰在租房法中使用“未注册同居”方案来保障同性伴侣权利，成为世界上第一个给予同性伴侣有限权利的国家。[1]

### 1980年代

#### 1985年
- 2月21日：西好莱坞成为美国第一个颁布向所有公民开放的家庭伴侣关系注册机构的城市。[2]

#### 1989年
- 10月1日：丹麥以71-47票的投票结果通过了一项使“注册伴侣关系”合法化的法案，成为第一个认可同性结合（same-sex union）的国家，允许同性伴侣进行登记。（並非立法承认同性婚姻）[3]

### 1990年代

#### 1993年
- 4月30日：挪威批准注册伴侣关系法案，成为世界上第二个（继丹麦之后）对同性伴侣提供法律承认的国家。于8月1日生效。

#### 1994年
- 6月23日：瑞典议会以171：141的投票结果批准注册伴侣关系法案。[4]该法律于1995年1月1日生效。

#### 1996年
- 4月26日：格陵兰通过丹麦的注册伴侣法案。[5]
- 6月：冰岛议会以44-1的投票结果使注册伴侣关系合法化。[6][7]
- 1996年：美國夏威夷州最高法院（英语：Supreme Court of Hawaii）裁定該州禁止同性婚姻，並将婚姻限定与异性之间的州宪法（英语：Constitution of Hawaii）条文違憲。同性婚姻自此於美國政治上引發討論。[8][9]
- 9月21日：時任美國總統克林顿签署“婚姻保护法案”[10]，联邦政府不承认同性婚姻的合法性，授权各州可以拒绝认可其他州同性结婚证书的合法性。共有38州颁布了相类似的州立法。

#### 1997年
- 7月5日：荷兰通过注册伴侣关系法案[11]，並于1998年1月1日生效。[1]

#### 1998年
- 6月30日：加泰罗尼亚成为西班牙第一个使同性伴侣结合关系合法化的地区。[12]

#### 1999年
- 1月12日：比利时批准注册伴侣关系法案[13]，並于2000年1月1日生效。[13]
- 3月：西班牙阿拉贡地区将民事结合合法化。[14][15]
- 11月15日：法国议会批准以下法律（第515-1条及《民法典》）：

1. 为同性恋伴侣和异性恋伴侣提供关系登记（简称“Pacte civil desolidarité”，缩写为“ PaCS”）；
2. 将未注册的伴侣关系重新定义为两个成年人之间的稳定结合，不论其性别如何（在该法律之前，法国最高法院的先前裁决规定，没有婚姻的情况下就不可能有夫妻，因此将同性恋者排除在家庭视野之外 ）。

### 2000年代

#### 2000年
- 4月26日：美國佛蒙特州州长霍华德·迪安在该州最高法院（英语：Vermont Supreme Court）裁定同性伴侣享有与异性伴侣相同的权利后签署法案，允许同性伴侣之间的“民事結合”；佛蒙特成为美国第一个认可同性结合的州[16]，法案並于7月1日生效。“民事結合”是由佛蒙特州创造出的法律关系，自此后被广泛使用。
- 6月23日：西班牙纳瓦拉地区使同性伴侣民事结合及同性伴侣共同领养合法化，这在该国尚属首次。[17][18]
- 11月：德国通過一项法律，使“生活伴侣关系”合法化，法律並于2001年8月1日生效。
- 12月21日：荷兰女王签署了世界上第一个同性婚姻法案。此前，該法案已于12月19日在上议院以49-26通过，9月12日在下议院以109-33获得通过。[19][20]该法案並于2001年4月1日生效。

#### 2001年

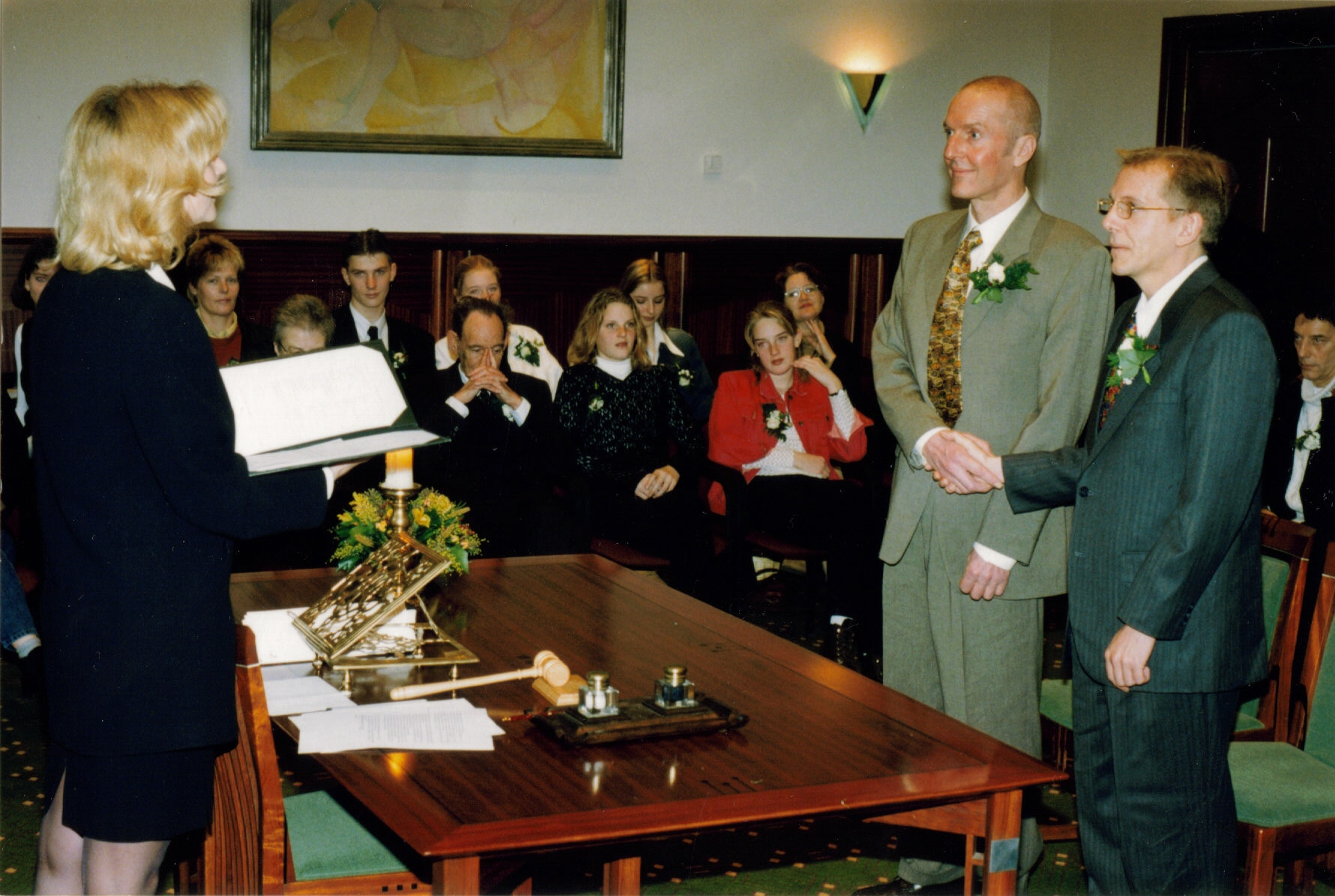
在荷兰成为世界上第一个将同性婚姻合法化的国家后首個月，两名男性在阿姆斯特丹结婚（2001年）。

- 1月14日：加拿大安大略省多伦多大都会社区教堂举行两場同性婚姻典禮。[21]安大略省和加拿大政府最初拒绝承認其合法性，但安大略省上訴法院於2003年6月10日判決兩場婚姻合法，因此雙方婚姻關係被追溯自1月4日起有效，成为近代以来的第一例合法的同性婚姻（先於荷蘭的4月1日）。[22]
- 4月1日：荷蘭成为全球首個法律认可同性婚姻的国家，同性婚姻家庭享有传统家庭所享有的一切待遇。時任阿姆斯特丹市长約普·柯恩（英语：Job Cohen）在午夜时分为四对同性伴侣办理结婚手续。[23]
- 9月28日：芬兰议会以99-84批准了注册伴侣法案。[24]该法律于2002年3月1日生效。
- 12月11日：西班牙巴利阿里群島地区将同性伴侣民事结合合法化。[25]
- 12月13日：西班牙马德里自治区同性民事结合合法化。[26]

#### 2002年
- 2002年：挪威、瑞典、冰島、德國、法國和瑞士认可同性结合登记注册，赋予其大部分传统家庭所享受的权利，其中瑞典允许同性家庭收养孩子。

#### 2003年
- 1月30日：比利時成为全球第二个承认同性婚姻合法的国家，惟禁止同性家庭收养孩童。（直至2006年比利時聯邦議會通过法案，允许同性伴侣领养孩童。）
- 6月26日：美國聯邦最高法院作出对“劳伦斯诉得克萨斯”（Lawrence et al. v. Texas）一案的判决，宣布各州政府不得禁止成年人間自願進行的同性性行為。[27]这个判决为同性伴侣争取法律权利（包括结婚）铺平了道路。
- 6-7月:加拿大安大略省和英屬哥倫比亞省承認同性婚姻合法。
- 11月18日： 马萨诸塞最高法院（英语：Massachusetts Supreme Judicial Court）就「古德里奇訴公共衛生部（英语：Goodridge et al. v. Department of Public Health）」一案判定：禁止同性结婚违反《马萨诸塞州宪法（英语：Constitution of Massachusetts）》，并给予立法机关180天的时间更改法律，麻省成為美國首個承認同性婚姻的州。

#### 2004年
- 2月4日：美國马萨诸塞州最高法院（英语：Massachusetts Supreme Judicial Court）重申两种（異性、同性）婚姻间的平等地位和表达是「必须的」，代表婚姻應适用于同性间的结合，或是推翻所有婚姻形式，只承认所有伴侣间的“民事結合”。該判决将在2004年5月18日生效，按照相关法律，若试图推翻法院判决的州宪法修正案至少需要经过州議會和公民投票后才可能通过，即使通过也须至2006年才可执行。
- 2月12日－3月11日：美國加利福尼亚州旧金山市新任市长加文·纽森命令其他官员开始於旧金山市发放「婚姻证书」。女同性恋運動人士黛兒·馬丁和菲莉絲·賴恩（英语：Del Martin and Phyllis Lyon）是該市首对结婚的同性伴侣，企圖与保守團體加州家庭運動進行法律抗爭。在加州最高法院3月11日要求旧金山市政府暂停签发同性婚姻证书以作进一步决定前，共有4,161对同性伴侣领取了结婚证書。
- 3月29日：美國马萨诸塞州通过“禁止同性婚姻，但承认民事結合”的立法修正提議案，並將於2006年交由公民投票表決[28]，此修正案內容僅赋予同性伴侣部分权利。
- 5月18日：美國麻塞諸塞州最高法院（英语：Massachusetts Supreme Judicial Court）就「古德里奇訴公共衛生部（英语：Goodridge et al. v. Department of Public Health）」一案的判决产生法律效力。
- 12月9日，紐西蘭國會多位原先反對議案的議員轉態支持，以過半數通過同性戀者及同居人士的民事結合可以享有與合法夫妻等同的法律地位。有關法律於2005年4月26日正式生效。亦有不少支持者投書各份報紙的讀者來函，指宗教人士的立場“使紐西蘭變得如塔利班一樣”。

#### 2005年
- 2月11日，捷克眾议院以82人赞成、65人反对、18人弃权否決同性伴侣关系权利法案。
- 6月5日，瑞士全民公投以58%赞成通過认可同性伴侣关系登记及相关权利的议案，並於2007年1月1日起正式生效。
- 6月30日，西班牙眾議院第二次通過同性婚姻法案，推翻參議院一週前否決此法案的決議。通過後需要一段時間在政府檔案中記錄公佈。法案於7月2日颁布，次日起西班牙正式成為全球第三個全國性認可同性婚姻的國家。
- 7月19日，加拿大參議院通过“同性婚姻合法”的提案。若干小时后，加拿大最高法院负责人在提案上签字，使其成为该国一项正式法律，也使加拿大成为全球第四个，北美洲第一個承认“同性婚姻”合法的国家。[29]
- 12月5日，英國正式允许同性伴侣登记。在公民伴侣关系（Civil Partnership）法案下，希望建立伙伴关系的伴侣必须在当地政府登记，以享受和异性夫妇同等的待遇。[30]
- 12月16日，捷克眾议院以86人赞成、54人反对、7人弃权通過同性伴侣关系权利法案。

#### 2006年
- 1月25日，捷克參议院以45票赞成、14票反对和6票缺席通过同性伴侣关系登记与权利法案。
- 2月16日，時任捷克总统瓦茨拉夫·克勞斯否决同性伴侣关系登记与权利法案。
- 3月15日，捷克眾議院以101票赞成（议员总数为200人，本次有效票数为177票）推翻总统克勞斯对同性伴侣关系权利法案的否决，成为第一个法律认可同性伴侣关系的欧洲前社会主义国家。
- 7月1日，捷克同性伴侣关系法案生效。
- 7月23日，斯洛伐克同性伴侣登记和相关法律权利的法案正式生效，成为第二个法律认可同性伴侣关系的欧洲前社会主义国家。
- 7月26日，美国华盛顿州最高法院（英语：Washington Supreme Court）以5比4的裁定該州禁止同性婚姻的法律有效。
- 11月14日，南非国民议会通过《民事結合法案》[31][32][33]，同月28日又获得上議院全国省级事务委员会投票通过。[34]11月30日，代理行使总统权利的副总统普希莉·姆蘭博-庫卡（英语：Phumzile Mlambo-Ngcuka）正式签署该法案，从而使南非成为全球第五个，非洲第一个法律认可同性婚姻的国家。[35][36]12月1日，Vernon Gibbs和Tony Halls成为该国第一对正式登记结婚的同性伴侶。[37]
- 10月初，中華民國立法委員萧美琴草拟及游说的《同性婚姻法》草案，获得立法院足额立委连署，跨过门槛正式提案，并在10月17日排入立法院议程，计划于10月20日完成一读。但遭到賴士葆、吳育昇、蔡啟芳、林德福、林進興、費鴻泰、朱鳳芝等23位立法委員的阻擋，未能順利通過一讀付委，退回程序委員會。

#### 2007年
- 1月1日，瑞士认可同性伴侣关系的法律正式生效。
- 9月18日，美国马里兰州上诉法院（英语：Supreme Court of Maryland）（現馬里蘭州最高法院）裁定该州禁止同性婚姻的法律并未违宪。
- 12月27日，時任烏拉圭总统塔瓦雷·巴斯克斯签署认可同性民事伴侣关系的法案。

#### 2008年
- 1月1日，烏拉圭认可同性民事伴侣关系的法案正式生效。
- 2月1日，美国俄勒冈州认可同性伴侣关系登记和权利的法律生效。
- 2月1日，美国紐約上訴法院裁定纽约州应承认在美国其它州或国外合法登记的婚姻关系。
- 2月10日，以色列首席大法官裁定同性伴侣可合法领养孩子。
- 3月14日，挪威政府向议会提交同性婚姻法案。
- 4月30日，澳洲政府宣布将向国会提出一系列有關同性伴侣平等权利的法案。
- 5月15日，美國加利福尼亚州最高法院推翻早前禁止同性婚姻的條文，並於6月16日正式生效，使加利福尼亚州繼马萨诸塞州後，成為美國第二個准許同性婚姻的州份。（后被推翻，相应之违宪裁定进行中）。
- 6月11日，挪威議會通過“同性婚姻法案”[38]，並於2009年初正式生效，挪威成為全球第六個全國性給予同性註冊結婚的国家。
- 6月16日，同性婚姻在美国加利福尼亞州正式合法。
- 7月11日，英國法庭裁定婚姻登记处公务员可以宗教理由拒绝办理同性伴侣结合登记。
- 7月15日，美國麻薩諸塞州參議院投票通过议案，允许其他州同性伴侶在該州结婚。
- 7月16日，加州最高法院裁定8號提案合法。
- 7月31日，美国麻塞諸塞州州长德瓦爾·派屈克正式签署法案，允许其他州同性恋者在該州结婚。
- 10月10日，葡萄牙議会否決同性婚姻法案。
- 10月10日，美国康涅狄格州最高法院（英语：Connecticut Supreme Court）以4：3的法官意见裁定同性婚姻合法，成为全美第二个承认同性婚姻的州份。
- 11月4日，美國禁止同性婚姻的佛罗里达州2号修宪案、加利福尼亚州8号提案和亚利桑那州102号提案通过。禁止同性伴侣领养孩子的阿肯色州1号动议通过。
- 11月12日，美国康涅狄格州同性婚姻法律正式生效。
- 11月25日，美国佛罗里达州迈阿密一巡迴法庭法官辛迪·萊德曼（Cindy S Lederman）裁定同性伴侣有权领养孩童。
- 12月15日，匈牙利憲法法院（英语：Constitutional Court of Hungary）裁定同居伴侣关系法无效。

#### 2009年
- 1月1日，挪威同性婚姻法案生效。
- 1月28日，哥倫比亞宪法法院（英语：Constitutional Court of Colombia）裁定同性伴侣应享有与异性伴侣各方面的平等法律权利。
- 3月23日，美國佛蒙特州參議院（英语：Vermont Senate）以26票赞成、4票反对通过同性婚姻法案。
- 3月27日，日本将为該国公民在海外的同性婚姻申请出具有关证明文件。
- 4月1日，瑞典議會以性別中立婚姻法案的名義通過同婚合法化，自2009年5月1日起正式生效，使該國成為全球第七個全國性給予同性註冊結婚的国家。[39][40]
- 4月3日，美國愛荷華州最高法院（英语：Iowa Supreme Court）於「瓦農訴布萊恩案（英语：Varnum v. Brien）」中裁決禁止同性戀伴侶結婚的法律違反該州憲法的平等保護條款，該州是美國第三個也是美國中西部第一個允許同性婚姻的州。[41]
- 4月3日，美國佛蒙特州眾議院（英语：Vermont House of Representatives）以95票赞成、52票反对通过同性婚姻法案。
- 4月7日，美國佛蒙特州經歷超過20年的爭論後，透過立法機構正式承認同性婚姻合法化，成為全美第四州，首個由州議會投票表決通過的州份。該州參議院（英语：Vermont Senate）與眾議院（英语：Vermont House of Representatives）分別以23票對5票、100票對49票推翻時任州長吉姆·道格拉斯對於同性婚姻否決權。[42]
- 4月10日，美国华盛顿州众议院（英语：Washington House of Representatives）以65票赞成、35票反对通过同性伴侣关系法案（HB 1351）。
- 4月10日，美国加州众议院司法委员会以7：3的投票通过同性婚姻关系法案（AB 43）。
- 4月15日，美国华盛顿州众议院以62票赞成、35票反对通过同性伴侣关系平等权利法案。
- 4月16日，美国纽约州州长大衛·帕特森宣布向州议会提交同性婚姻法案。
- 4月20日，匈牙利國民議會以199票赞成、159票反对和8票弃权通过承认同性伴侣关系登记和相关权利的法案。
- 4月21日，美国华盛顿州长克莉絲汀·格雷瓜爾签署该州认可同性伴侣关系和相关权利的法案。
- 4月27日，美国愛荷華州最高法院（英语：Iowa Supreme Court）关于同性婚姻合法的裁決正式生效。
- 4月30日，薩爾瓦多議會通过禁止同性婚姻的宪法修订案。
- 5月1日，瑞典性別中立婚姻法案生效。
- 5月5日，美国首都华盛顿哥倫比亞特區议会以12票赞成、1票反对通过法案，承认在其他州登记的同性婚姻关系。
- 5月6日，美国缅因州州长約翰·巴爾達齊签署同性婚姻法案，但於11月4日在公投中被推翻。
- 5月15日，芬蘭議會投票以108票赞成、29票反对通过允许同性伴侣领养孩童的法案。
- 5月26日，美国加州最高法院以6：1的法官意见，裁决2008年11月4日在加州全民投票的8号提案没有违宪，但在8号提案投票通过前已经在加州登记的同性婚姻則有效。
- 5月30日，美国內華達州參議院以14票赞成、7票反对推翻州长对同居伴侣关系法案的否决。
- 5月31日，美国内华达州众议院以28票赞成、14票反对推翻州长对同居伴侣关系法案的否决。
- 6月3日，美国新罕布什尔州參議院首先在当天上午以14票赞成、10票反对的结果通过同性婚姻法案，几小时后，同一法案又在州众议院以198票赞成、176票反对的结果获得通过，州长約翰·林奇在当天下午签署該法案。
- 6月26日，愛爾蘭政府公布承认同性民事伴侣关系的法律草案。
- 7月1日，匈牙利承认同性伴侣关系的法律正式生效。
- 7月7日，美国華盛頓哥倫比亞特區承认其他州同性婚姻的法律正式生效。
- 7月30日，阿爾巴尼亞总理薩利·貝里沙宣布政府将向国会提交同性婚姻法案。
- 7月31日，葡萄牙憲法法院（英语：Constitutional Court (Portugal)）以三比二裁定同性婚姻不合法。
- 8月1日，澳洲工黨於全国大会透過投票，支持制定在全国范围内承认同性伴侣关系登记和相关权利的联邦法律。
- 8月3日，美国威斯康辛州同性同居伴侣关系法案生效。
- 8月27日，烏拉圭眾议院以40票赞成、13票反对通过允许同性伴侣领养孩童的法案。
- 9月1日，美国佛蒙特州同性婚姻法案正式生效。
- 9月2日，美国缅因州州长巴爾達齊签署决定，将该州同性婚姻是否合法交全民投票。
- 9月9日，烏拉圭参议院以17票赞成、6票反对通过允许同性伴侣领养孩童的法案。
- 10月1日，美国内华达州同性伴侣关系法案生效。
- 10月12日，美国加州州长阿諾·史瓦辛格簽署法案，承认其它州在2008年11月5日前约5个月内登记的同性婚姻，加州的法律在那段时间里承认同性婚姻。而其它州在2008年11月5日之後登记的同性婚姻，則視为伴侣关系。
- 10月22日，瑞典路德教派教会以近70%多数赞成通过决议，允许教会为同性恋人主持宗教婚礼。
- 11月4日，美国华盛顿州承认同性恋伴侣关系享有平等权利的法律（除了不是婚姻，其它都一样）在公投中获得通过。而缅因州同性婚姻法案在公投中被推翻。
- 11月10日，法國法院允许一对女同性伴侣领养婴儿。
- 11月11日，澳大利亚首都領地立法會（英语：Australian Capital Territory Legislative Assembly）通过承认同性恋伴侣婚礼的法案。
- 11月13日，阿根廷首都布宜诺斯艾利斯的一法庭裁决当地婚姻登记机构应允许一对男同性伴侶注册结婚，而布宜诺斯艾利斯的市长已表态市政府将不会就此提出上诉。他们打算在近日内登记结婚。
- 11月16日，阿根廷的一对男同性伴侶在首都布宜诺斯艾利斯的市政府婚姻登记机构申领合法结婚证书。
- 11月17日，美国首都华盛顿特區选举委员会拒绝就同性婚姻议题进行全民投票。
- 11月17日，奧地利政府宣布就承认同性民事伴侣关系的法律草案达成一致意见。
- 11月19日，美国纽约上诉法院以4比3裁決，在其他地区结婚的同性伴侣，有权在纽约州享有异性婚姻的福利。
- 11月30日，阿根廷国家民事法庭裁决同性婚姻登记暂时无效，应等待最高法院就此作出裁定。本次裁决也推翻了上月地方法院的结论。[43]
- 12月1日，美国华盛顿哥倫比亞特區议会以11票赞成、2票反对一讀通过同性婚姻法案。
- 12月2日，美国纽约州参议院24票赞成、38票反对否决同性婚姻法案。
- 12月10日，奧地利国会以110票赞成、64票反对通过同性民事伴侣关系法案。
- 12月15日，美国华盛顿哥倫比亞特區议会以11票赞成、2票反对二讀通过同性婚姻法案。
- 12月17日，葡萄牙政府宣布已批准并将向国会提交同性婚姻法案。
- 12月21日，墨西哥首都墨西哥城的議會（英语：Congress of Mexico City）以39票赞成、20票反对通过同性婚姻法案及允许同性婚姻配偶领养孩童。
- 12月28日，阿根廷一对男同性伴侶在阿根廷火地省的烏蘇懷亞市政府取得结婚证书。

### 2010年代

#### 2010年
- 1月1日，美国新罕布什尔州同性婚姻法案正式生效。同日奥地利承认同性民事伴侣关系的法律正式生效。
- 1月5日，美国罗德岛州通过法案，给予同志生活伴侣在筹办伴侣葬礼方面与已婚伴侣相同的权利。
- 1月7日，美国新泽西州参议院以14票赞成、20票反对否决同性婚姻法案。
- 1月8日，葡萄牙共和國議會投票通过法案，承认同性婚姻合法性。
- 3月3日，美国华盛顿哥伦比亚特区通过的同性婚姻法案正式生效，全美第六个承认同性婚姻的行政区诞生。
- 3月4日，墨西哥首都墨西哥城此前由议会以39对20通过的同性婚姻法案正式生效，墨西哥城成为首个承认同性婚姻的拉美城市。
- 4月8日，葡萄牙憲法法院（英语：Constitutional Court (Portugal)）裁决國會通過的同性婚姻法案合憲。
- 4月14日，義大利憲法法院做出裁決（第138/2010號裁決），確定《民法典》對同性婚姻的限制並未違憲[44][45]，惟其同時認為同性伴侶係《義大利憲法》第2條保障的「社會形式」，必須受到法律承認。[46]
- 4月15日，總統歐巴馬要求接受联邦医疗保险资金的医院允许同性伴侣享有对方因病入院时的医院探视权。
- 4月15日，阿根廷南部火地省首府烏蘇懷亞的一位法官裁决一对男同性恋者2009年12月在当地登记的同性婚姻无效。
- 4月27日，巴西最高法院一致裁定，批准同性伴侣认养子女。
- 4月29日，美国夏威夷州众议院以31票支持20票反对通过同性伴侣的民事结合，可享有州法律赋予已婚夫妻的相同权益。
- 5月4日，丹麥議會通过法案允许合法登记的同性伴侣领养孩童。
- 5月5日，阿根廷國家眾議院以125票赞成、109票反对通过承认同性婚姻的法案。
- 5月17日，葡萄牙總統阿尼巴爾·卡瓦科·席爾瓦签署議會通過的同性婚姻法。葡萄牙成為全球第八個全國性給予同性註冊結婚的国家。
- 6月2日，美國总统歐巴馬下令政府部门对联邦雇员中的同性伴侣增加包括儿童照顾服务和延长休假等福利。
- 6月5日，葡萄牙同性婚姻法生效。
- 6月11日，冰島議會以49票赞成、0票反对通過同性婚姻法。冰島成為全球第九個全國性給予同性註冊結婚的国家。
- 6月27日，冰島同性婚姻法生效，總理約翰娜·西古達朵提即与同性伴侣登记结婚。[47]
- 6月30日，美国威斯康辛州最高法院（英语：Wisconsin Supreme Court）裁定该州2006年关于禁止同性婚姻和同性民事伴侣关系的全民公投合法有效。
- 7月1日，丹麥允许已登记同性伴侣领养孩童的法案生效。
- 7月1日，愛爾蘭眾議院通过承认同性民事伴侣关系的法案。
- 7月6日，美国夏威夷州州长琳達·林格爾否决民事结合法案。
- 7月8日，愛爾蘭參議院以48票赞成、4票反对通过承认同性民事伴侣关系的法案。
- 7月8日，美国麻薩諸塞聯邦地區法院法官裁决禁止同性婚姻的联邦法律违宪。
- 7月15日，阿根廷國家參議院以贊成33票對上反對27票通過同性婚姻法。
- 7月19日，愛爾蘭總統瑪麗·麥卡利斯签署同性民事伴侣关系法案。
- 7月21日，阿根廷總統克里斯蒂娜·费尔南德斯·德基什内尔签署由议会最后通过的同性婚姻法案。阿根廷成為全球第十個全國性給予同性註冊結婚的国家，亦為第一個將同性結婚合法化的南美洲國家。
- 8月4日，美國加利福尼亞北區聯邦地區法院法官沃恩·沃克（Vaughn Walker）判决拒绝同性伴侶结婚的加州第8号提案违反《美国宪法》。提案支持者將上訴至美國聯邦第九巡迴上訴法院。
- 8月5日，墨西哥國家最高法院（英语：Supreme Court of Justice of the Nation）的10名法官中，8人赞成、2人反對裁定，首都墨西哥城承认同性婚姻的法律符合宪法。
- 8月10日，墨西哥國家最高法院的11名法官中，9人赞成、2人反對裁定，要求全国31个州须承认在首都墨西哥城合法登记的同性婚姻关系。
- 8月10日，哥斯大黎加最高法院（西班牙语：Corte Suprema de Justicia de Costa Rica）憲法法庭（西班牙语：Sala Constitucional de la Corte Suprema de Justicia de Costa Rica）以五比二的法官意见作出裁决，对于是否应法律承认同性民事伴侣关系的议题，不得以全民投票的方式来决定。哥斯达黎加的国家选举机构计划在12月5日将有关是否承认同性伴侣关系的议题作为全民投票的内容。
- 8月12日，美国联邦地区法官沃恩·沃克（Vaughn Walker）就加州同性婚姻诉讼案作出裁决，允许加州政府於上訴期間恢复接受同性婚姻登记，但前提是上诉法院不反对这一做法，8月16日，美國聯邦第九巡迴上訴法院裁決，在法院審理加州8号提案禁止同性婚姻是否合憲期间，加州的同性伴侶不得登記结婚。
- 8月16日，墨西哥國家最高法院（英语：Supreme Court of Justice of the Nation）的11名法官中，9人赞成、2人反對裁定，首都墨西哥城合法结为夫妻的同性伴侶可以领养子女。
- 8月17日，德國聯邦憲法法院裁定同性伴侣应享有与异性婚姻配偶同样的财产继承纳税待遇。
- 9月2日，澳大利亚新南威爾斯州立法會（下議院）以46-44通过法案，允许同性伴侣收养子女。
- 11月12日，芬蘭福音信義會的主教大会以78票赞成、30票反对通过允许为同性伴侣举行结合仪式的决议。
- 11月30日，美国伊利诺伊州众议院以61票赞成、52票反对通过承认同性民事伴侣关系的法案。
- 12月2日，美国伊利诺伊州参议院以32票赞成、24票反对通过承认同性民事伴侣关系的法案。

#### 2011年
- 1月1日，愛爾蘭於2010年通過的《民事伴侶關係及同居者權利與義務法（英语：Civil Partnership and Certain Rights and Obligations of Cohabitants Act 2010）》登记和权利生效，取得同性伴侣与异性婚姻配偶相似的权利。
- 1月10日，加拿大薩克其萬省法院裁定，证婚人员不得以个人信仰为由，拒绝为同性伴侶证婚。
- 1月28日，法國憲法委員會裁定禁止同性婚姻的法律合宪。
- 1月31日，美国伊利诺伊州的民主党籍州长帕特·奎因签署该州承认同性民事伴侣关系的《民事结合法》，2011年6月1日起生效。
- 2月16日，美国夏威夷州参议院以18票赞成、5票反对通过承认同性民事结合关系的法案。
- 2月23日，美國總統巴拉克·歐巴馬指示司法部不再为禁止同性婚姻的联邦“维护婚姻法”作辩护。
- 3月1日，美国加州检察长要求联邦第九巡迴上訴法院撤销2010年颁布的禁制令，在加州第8号提案上诉期间允许同性伴侣恢复在該州注册结婚。
- 3月16日，列支敦斯登議會通過同性民事伴侣关系法案，2011年9月1日生效。
- 3月30日，美国公民及移民服务局表示，当局仍将依法拒绝同性配偶申请移民福利。
- 4月8日，美国特拉华州参议院（英语：Delaware Senate）以13票赞成、6票反对通过承认同性民事结合（civil union）关系的法案。
- 4月14日，美国特拉华州众议院（英语：Delaware House of Representatives）以26票赞成、15票反对通过承认同性民事结合（civil union）关系的法案，2012年1月1日起生效。特拉华州的同性伴侣将与异性婚姻配偶享有相同的法律权利。
- 4月25日，美国加州支持第8号提案的团体针对原判的聯邦地區法官沃恩·沃克（Vaughn Walker）有同性伴侣一事，要求聯邦第九巡迴上訴法院法庭裁定原判无效。
- 5月5日，巴西最高法院以10比0的法官意见、1名法官缺席下，裁定同性恋之间的民事伴侣关系必须得到法律承认。
- 5月19日，美国罗德岛州众议院（英语：Rhode Island House of Representatives）通过同性恋民事伴侣关系（civil union）法案。
- 6月1日，美国伊利諾伊州《民事结合法》生效。[48]
- 6月14日，法國國民議會以293張反對票對222張支持票，否決了在野的社會黨關於同性婚姻合法化的提案。
- 6月14日，美国加州联邦地区法官就“第8号提案”诉讼作出裁决：同性恋倾向的法官也可以审理同性恋权利相关的案件。
- 6月15日，美国纽约州众议院以80：63通过同性婚姻法案。
- 6月19日，列支敦斯登就同性民事伴侣关系法案举行公民投票，投票结果显示支持同性伴侣关系法案的人占68.8%的明显多数，而反对者只占31.2%，法案获得全民投票通过。[49]
- 6月24日，紐約州參議院以33票贊成、29票反對，通過同性婚姻法案，成為美國第六個承認同性婚姻的州。[50] 州長安德魯·古莫簽署同性婚姻合法化的法案，30日後生效。[51]
- 6月27日，巴西圣保罗州法官首次裁定两名男子的民事伴侣关系可转为婚姻关系。
- 6月29日，美国罗德岛州参议院（英语：Rhode Island Senate）以21票赞成、16票通过同性恋民事伴侣关系（civil union）法案。
- 7月1日，美国罗德岛州同性恋民事伴侣关系（civil union）法案生效。
- 7月24日，紐約州同性婚姻法案正式生效。
- 8月1日，美国华盛顿州蘇跨米西族（英语：Suquamish）印第安部落同性婚姻法案正式生效。
- 8月9日，智利总统塞巴斯蒂安·皮涅拉向國會提交承认同性民事伴侣关系的法案。
- 9月1日，列支敦斯登同性民事伴侣关系法案正式生效。
- 10月21日，丹麥政府宣佈計劃在2012年春天將同性婚姻合法化。
- 10月25日，巴西高等法院（英语：Superior Court of Justice (Brazil)）以4比1的结果允许2名女同志结婚。[52]
- 11月30日，澳洲昆士蘭州議會以47對40票通過民事伴侶關係法案[53]，2012年2月23日生效。[54]
- 12月7日，巴西阿拉戈斯州法院將婚姻範圍擴大至同性伴侶。[55]

#### 2012年
- 1月1日，美國特拉华和夏威夷两州的同性民事法正式生效。
- 2月1日，美國參議院（英语：Washington State Senate）以28：21的票数通过了同性婚姻合法化议案。州长克莉絲汀·格雷瓜爾表示，反对者声称将会在投票时以全民公投的形式反对这项议案，她本人支持该议案，并表示她将签署议案使之具备法律效力。
- 2月7日，美國聯邦第九巡迴上訴法院3名法官以2：1裁定，2008年加州選民公投通過禁止同性婚姻的第8號提案違憲，與憲法第十四修正案的平等保護條款相違背。
- 2月8日，美國眾議院（英语：Washington House of Representatives）以55：43通過同性婚姻合法化的提案。提案遞交給州長格雷瓜爾後，她將在5天內決定簽署。如果該提案順利獲得州長簽署成為法律，華盛頓州將成為美國第七個允許同性伴侶合法結婚的州。
- 2月13日，美國華盛頓州州長克莉絲汀·格雷瓜爾簽署同性婚姻法案，使華盛頓州正式成為美國第七個承認同性婚姻合法化的州。[56]該法案將於2012年6月7日起開始生效。根據華盛頓州的法律，反對者必須於6月6日之前向州議會提交120,577個簽名連署才有資格申請對同性婚姻法案進行公民投票，否則無法改變同性婚姻合法化的結果。
- 2月13日，美國新澤西州參議院以24票贊成、16票反對的表決結果，同意讓同性婚姻合法化。
- 2月16日，美國新澤西州眾議院以41票贊成、33票反對的表決結果，同意讓同性婚姻合法化。
- 2月17日，美國馬里蘭州眾議院以72-67通過同性婚姻合法化的提案。
- 2月23日，澳洲昆士蘭州民事結合法正式生效。
- 3月1日，美國馬里蘭州州長馬丁·歐麥利簽署同性婚姻法案，使馬里蘭州正式成為美國第八個承認同性婚姻合法化的州。[57]該法案已分別於2月23日和2月13日在參議院以25：22及眾議院以72：67通過。[58][59]
- 3月14日，瑞士聯邦院以21票贊成、19票反對的表決結果，給予註冊同性伴侶領養權，送交國民院表決。
- 3月15日，歐洲人權法庭裁定，禁止未婚伴侶領養不涉及歧視，因為這做法同樣適用於異性及同性伴侶；並裁定同性婚姻在《歐洲人權公約》下不屬一項權利。
- 4月2日，英國王室屬地澤西島的民事結合法正式生效。
- 4月10日，中華民國臺北高等行政法院開庭審理台灣首件關於同性婚姻的案件。[60]
- 4月27日，美國科羅拉多州參議院以23票贊成、12票反對的表決結果，通過同性民事結合法案，等候眾議院審議。
- 5月8日，美國北卡羅來納州通過州憲法修正案，明文禁止同志婚姻 、民事結合與同居伴侶關係。
- 5月9日，巴拉克·歐巴馬成為首位公開支持同性婚姻合法化的美國總統。
- 5月14日，美國羅得島州承認州外同性婚姻的關係。
- 5月29日，美國馬里蘭州反對同性婚姻人士提交122,481個簽名連署，反對同性婚姻法案。
- 5月31日，美國波士頓的聯邦第一巡迴上訴法院宣判《捍衛婚姻法案》否定同性婚姻伴侶獲得聯邦福利的部分違反憲法。法院認為同性婚姻在麻州法律下已得到承認，國會並未有提供充分的理據去拒絕他們得到聯邦福利。
- 6月7日，丹麥議會以85票對24票，表決通過同性婚姻法。丹麥成為歐洲第8個、全球第11個全國性給予同性註冊結婚的国家。[61][62]該法將於6月15日生效[61]，丹麥此前已於1989年成為第一個透過註冊伴侶關係合法承認同性伴侶的國家。[63]
- 6月7日，華盛頓州原本該日生效的同性婚姻法案因反對者收集足夠的簽名連署而被暫停實施。華州政府將在一週內批准對同性婚姻舉行公投的申請。
- 6月7日，馬里蘭州反對同性婚姻人士核實最少70,039個簽名連署，迫使該州早前通過的同性婚姻法須於2012年11月交付公投。
- 6月10日，烏拉圭法院判決一對國外同性婚姻關係合法，為該國首宗合法的同性婚姻關係。[64]
- 6月12日，華盛頓州反對同性婚姻人士提交247,331個有效簽名連署，迫使該州早前通過的同性婚姻法須於2012年11月交付公投。
- 6月15日，丹麥同性婚姻法正式生效。
- 7月3日，法國總理讓-馬克·埃羅宣怖計劃在2013年初將同性婚姻合法化及容許同性伴侶領養。
- 7月25日，蘇格蘭執政的蘇格蘭民族黨政府宣佈了推動同性婚姻立法計劃，預計首批同性婚禮將於2015年初舉辦。
- 8月8日，美國夏威夷聯邦地區法院驳回一对同性伴侣请求法院撤销州婚姻法中禁止同性婚姻相关条款效力的案件，认为该规定没有违宪，而且法院认为改变法律中对于婚姻的定义是立法部门（即州议会）的權限，法院无权干涉。
- 8月11日，美國底特律舉行的民主黨全國綱領委員會投票通過將同性婚姻納入黨綱，並呼籲廢除聯邦傳統《捍衛婚姻法案》。這使民主黨成為美國歷史上首個支持同性婚姻的主流政黨。該黨綱是民主黨黨優先事務的一個廣泛聲明，將會交送今年9月在北卡羅萊納州舉行的民主黨全國代表大會批准。這一黨綱由另一個單獨小組於2周前在明尼阿波里斯市起草。
- 8月28日，美國共和黨全國代表大會通過黨綱，支持修改憲法，將婚姻定義為一男一女的結合。共和黨就同性婚姻問題的立場與民主黨完全對立。
- 8月29日，紐西蘭國會以80票贊成40票反對，初審通過承認同性婚姻，等待法案二讀、三讀通過。民調顯示，三分之二紐西蘭人支持同性婚姻，紐西蘭大多數政治領袖，也支持承認同性婚姻。
- 8月30日，澳洲塔斯馬尼亞州下議院（英语：Tasmanian House of Assembly）以13票贊成11票反對，通過承認同性婚姻法案，送交上議院審核。
- 9月19日，澳洲眾議院以98票對42票否決了由工党議員提出的同性婚姻法案，其中執政黨工黨領袖、澳洲總理朱莉亞·吉拉德，以及反對黨保守派自由黨領袖東尼·艾伯特也都對同性婚姻法案投下反對票。
- 9月21日，澳洲參議院以41票對26票否決同性婚姻法案。
- 9月27日，澳洲塔斯馬尼亞州上議院（英语：Tasmanian Legislative Council）否決同性婚姻法案。
- 10月1日，北愛爾蘭議會以大比數否決呼籲同性婚姻的動議。
- 10月18日，紐約州聯邦第二巡迴上訴法院裁定，《捍衛婚姻法案》中關於婚姻是一男一女結合的規定違憲。法官丹尼斯‧雅各布斯（英语：Dennis Jacobs）在裁定中表示，《捍衛婚姻法案》的「配偶」不應僅限於異性伴侶，同性伴侶也應包含在內。法案規定僅一男一女的結合才稱為「婚姻」，違反憲法中的平等保護條款。
- 11月6日，西班牙憲法法院駁回人民黨提出同性婚姻法違憲的訴訟，西班牙司法部長稱政府接受法院裁決，並不會修正法律。[65]
- 11月6日，美國華盛頓州、馬里蘭州及緬因州公投通過同性婚姻合法化。這是首次在美國以公投方式通過同性婚姻[66][67]；明尼蘇達州公投否決“婚姻在一男一女之間”的州憲法修正案（英语：2012 Minnesota Amendment 1）。[68]華盛頓州、緬因州與馬里蘭州的法律分別於2012年12月6日、2012年12月29日[69]與2013年1月1日生效。[70]

#### 2013年
- 1月1日，美國馬里蘭州同性婚姻法正式生效。
- 1月24日，美國羅德島州眾議院以51票贊成、19票反對通過同性婚姻法案，現正等候參議院審議。
- 2月2日，法國國會通過同性婚姻合法化中一項重要法案條文。國民議會以249票贊成，97票反對，重新定義婚姻為2個人間的結合，並不局限一男一女。
- 2月5日，英國議會下院以 400 票贊成，175 票反對二读通過了同性婚姻合法化法案。[71]
- 2月12日，法国国民议会（下议院）投票通过了允许同性恋结婚及收养子女的法案。国民议会全部577名议员中，568人参加了当天下午的投票。法案最终以329票赞成、229票反对、10票弃权的表决结果获得通过，现正等候参议院表决。
- 2月14日，美国伊利诺伊州参议院以34-21票通过同性婚姻法案，现正等候众议院表决。
- 2月27日，芬兰国会的法律事务委员会2月27日以9-8的票数阻止了法案进入国会全体投票，但芬兰的立法制度重视民意，某个法案若有至少5万名成年公民签名支持，国会就必须纳入投票议程。支持同性恋平权的团体发起了签名运动，同性婚姻法案的签名数在第一天内(3月19日)就快速超过了5万。
- 3月12日，美国科罗拉多州的众议院以39票赞成、26票反对通过承认民事結合的法案。該州参议院早前已投票通过法案，若州长签署此法案，其將於5月1日生效。
- 3月13日，紐西蘭議會二讀通過同性婚姻法，77票贊成、44票反對。
- 3月21日，美國科羅拉多州州長約翰·希肯盧珀簽署民事結合法案，並將於5月1日生效。
- 3月26日，巴西巴拉那州通過同性婚姻法案。
- 3月28日， 澳門立法會就议员高天赐提出的承认同性恋伴侣登记和权利的《同性民事结合》法案，澳门立法会进行第一步的一般性辩论表决，结果以1票赞成（高天賜本人），17票反对，3票弃权（议员总数：29，出席人數：21），法案没能进入下步议程。
- 4月2日， 巴西南馬托格羅索州通過同性婚姻法案。
- 4月10日，烏拉圭下議院以71票贊成、21票反對通過同性婚姻法案，使其成為繼阿根廷後第二個同性婚姻合法化的南美洲國家，烏拉圭也成為全球第十二個全國性給予同性註冊結婚的国家。
- 4月12日，法国参议院通过了同性婚姻法案。
- 4月17日，紐西蘭議會以77票赞成、44票反对大比数通过同性婚姻法案，成为全球第十三个全国性给予同性注册结婚的国家，亦為第一個將同性結婚合法化的大洋洲國家。
- 4月19日，巴西里约热内卢州的法庭裁决，已登记民事伴侣的同性恋配偶可转为婚姻关系。里约热内卢成为巴西第11个同性婚姻合法的地区。巴西法律在全国范围承认同性民事伴侣，部分州承认同性婚姻。
- 4月23日，法国国民议会以331:225票的表决结果，通过了同性婚姻合法化、准许同性夫妇收养儿童的法案，使法国成为世界第十四个全国性给予同性注册结婚的国家。
- 4月23日，美国特拉华州的众议院投票23-18通过同性婚姻法案，现正等候参议院表决。
- 4月24日，美国罗德岛州参议院以26票赞成12票反对的优势通过同性婚姻法案。
- 4月24日，南美洲的哥伦比亚共和国参议院以51票反对，17票支持的表决结果否决了同性婚姻法案。
- 5月1日，美国科罗拉多州民事结合法生效。
- 5月2日，美国罗德岛州众议院以56票对15票通过同性婚姻法案，州长当天签署，并将于8月1日起正式生效，成为美国第10个允许同性婚姻的州。
- 5月7日，美国特拉华州的参议院投票（12-9）最后通过了同性婚姻法案(众议院已通过)，将于7月1日生效。成为美国第11个同性婚姻合法的州。
- 5月9日，美国明尼苏达州的众议院投票通过了同性婚姻法案，75票赞成、59票反对。现正等候参议院表决。
- 5月13日，美国明尼苏达州的参议院投票通过同性婚姻法案（票数37-30），州长将签署，成为美国第12个同性婚姻合法的州。
- 5月14日，巴西国家司法委员会以14比1票裁定，要求政府婚姻登记处不得拒绝同性恋情侣登记结婚。司法委员会是巴西司法系统的监管机构，由联邦最高法院院长任主席。虽然政府还可上诉至联邦最高法院，但此项裁决已实际上在全国实现同性婚姻登记的合法化。一般认为联邦最高法院也会跟随司法委员会的裁决。巴西由此成为第十五个全國性給予同性註冊結婚的国家，此前巴西已经承认同性民事伴侣关系，并有部分州实现同性婚姻合法化。
- 5月17日，法國憲法委員會17日認定同性婚姻與領養法案合憲，否決右派反對黨主張。
- 5月18日，法國總統法簽署法案完成立法，法國同性婚姻正式合法化，也是第九個同性婚姻合法的歐洲國家。
- 5月21日， 英国下议院以366票赞成，161票反对，三读通过同性婚姻法案。法案将提交上议院继续审议。
- 6月4日， 英国上议院二读通过同性婚姻法案，法案还需要在上议院进一步审议并三读。
- 6月26日，美国联邦最高法院以5比4判决联邦婚姻保护法违宪，已婚的同性伴侣将能获得与异性伴侣一样的权利。
- 6月26日，美国联邦最高法院以5比4驳回了加州8号提案的上诉，认为上诉人不具有资格。最高法院虽未正面表态，但因此下级法院的裁决将生效，8号提案被推翻，加州的同性婚姻将重新生效。
- 6月28日，美国加利福尼亚州同性婚姻禁令被撤销，加州同性婚姻重新生效成为美国第13个同性婚姻合法的州，也是最大的一个州。
- 7月15日， 英国上议院以口头表决的形式三读通过同性婚姻法案，法案还将交由下议院做确认。此前下议院已经通过法案。
- 7月16日， 英国下议院最后通过确认前一天上议院通过的同性婚姻法案，至此议会程序已经走完，预计英女皇将很快签署法案。
- 7月17日， 英女皇伊丽莎白二世签署同性婚姻法案，英国的 英格兰和 威爾斯成為英国首兩個通過同性婚姻合法的地區。
- 7月24日， 哥伦比亚首对同性婚姻配偶产生在波哥大，当地法官接受了一对男同性恋情侣的婚姻申请。[72]
- 7月30日，墨西哥的科利马州允许同性民事结合。[73]
- 8月1日，同性婚姻在美国明尼苏达州和罗得岛州开始合法化。
- 8月19日，同性婚姻在新西兰开始合法化。
- 8月21日 – 9月4日，同性婚姻在一系列的法官裁决或县登记处工作人员自行决定下开始在新墨西哥州的几个县开始合法化。这几个县包括:唐娜安娜縣，[74] 圣菲县，[75][76] 伯納利歐縣，[77] 聖米格爾縣，巴倫西亞縣，陶斯縣，格蘭特縣，[78]和洛斯阿拉莫斯縣[79]。
- 10月21日，美国新泽西州的政府官员开始允许同性婚姻登记。[80]州最高法院10月18日裁决上诉期间原判的同性婚姻合法不应暂停。
- 10月30日，美国夏威夷州参议院以20-4通过同性婚姻法案，现正等候众议院表决。
- 11月5日，美国伊利诺伊州众议院以61-54通过同性婚姻法案，参议院随即通过了众议院修改后的法案。现正等候州长签署，州长支持同性婚姻。
- 11月5日，爱尔兰司法部长艾伦 沙特宣布,爱尔兰将在2015年就同性恋婚姻组织全民投票。
- 11月7日，美国夏威夷众议院二读通过同性婚姻法案，现正等候众议院三读。
- 11月8日，在反同性婚姻团体发动下，约70万克罗地亚公民签名支持举行公民投票。克罗地亚国会以104-13的票数决定在12月1日举行全民公投，以决定是否在宪法中把婚姻关系限定为一男一女，即禁止同性婚姻。[81][82]
- 11月8日， 苏格兰議會的平等机会委员会提出婚姻和民事关系法案。[83]
- 11月12日，美国夏威夷州参议院以19-4投票通过同性婚姻法案，州长将签署。[84]
- 11月13日，美国夏威夷州州长签署同性婚姻法案，使夏威夷州成为美国第十五个同性婚姻合法的州。
- 11月20日，美国伊利諾伊州州长签署同性婚姻法案，使伊利诺伊州成为美国第十六个同性婚姻合法的州。[85][86][87]

- 11月20日，蘇格蘭議會以98-15投票一读通过婚姻和民事关系法案。[88][89]

- 12月1日，克罗地亚通过一项宪法修正案禁止同性婚姻，将婚姻定义为一男一女之间的结合。修正案经过全民公决，共有65％的选民投票支持它。[90]

- 12月12日，澳洲高等法院一致裁决澳大利亚首都领地 (ACT)的同性婚姻法律不能与1961年联邦婚姻法同时运行，同性婚姻被判无效。[91]此前的10月22日，澳大利亚首都领地议会投票9比8通过地区政府提出的同性婚姻法案。[92]12月7日开始有第一对同性婚姻伴侣登记，但因违宪已被废止。[93]

- 12月19日，美国新墨西哥州最高法院下令政府官员可以签發结婚证书给同性伴侣，新墨西哥州成为美国第十七个同性婚姻合法的州。[94]

- 12月20日， 美国犹他州法院判决本州的同性婚姻禁令在Kitchen v. Herbert（英语：Kitchen v. Herbert）的案件中违宪。[95]

#### 2014年
- 1月14日， 美国俄克拉何马州州法院判决本州的同性婚姻禁令在Bishop v. Oklahoma（英语：Bishop v. Oklahoma）的案件中违宪。[96]
- 2月4日， 苏格兰议会在第三轮投票中，以105票对18票通过了婚姻和民事结合法案，[97]标志着同性婚姻在苏格兰的合法化。在2013年11月20日，该议会在第一轮投票中以98票对15票通过，[88]然后在1月16日结束了第二轮投票。
- 2月13日， 美国弗吉尼亚州地方法院判决本州同性婚姻禁令在Bostic v. Rainey（英语：Bostic v. Rainey）的案件中违宪。
- 2月26日， 美国西得克萨斯州地方法院判决本州同性婚姻禁令在De Leon v. Perry（英语：Recognition of same-sex unions in Texas#Lawsuit）的案件中违宪。[98]
- 3月13日，同性婚姻法案在 英格兰和 威尔士正式生效，第一例同性婚姻将在2014年3月29日产生。[99]
- 3月21日， 直布罗陀议会三读以16-0的票数通过了民事伴侣关系法案。[100]
- 3月21日， 美国密歇根州地区法院判决本州同性婚姻禁令在DeBoer v. Snyder（英语：DeBoer v. Snyder）的案件中违宪。
- 3月29日，同性婚姻 英格兰和 威爾斯開始合法化。
- 4月9日， 義大利格罗塞托民事法庭下令承认在外国注册的同性婚姻。[101]
- 4月14日， 馬爾他议会三读以37-0的票数通过批准2014年民事结合法案。[102]
- 4月23日， 墨西哥最高法院一致裁定同性婚姻禁令在瓦哈卡州南部违宪。法院下令政府官员遵守裁决。[103]
- 5月9日， 美国阿肯色州地区法院判决本州同性婚姻禁令在Wright v. Arkansas的案件中违宪。随后有同性伴侣注册结婚，但因5月16日的上诉而中止。
- 5月13日， 美国爱达荷州地区法院判决本州同性婚姻禁令在Latta v. Otter的案件中违宪。正等待上诉法院裁决。[104] [105]
- 5月19日， 美国俄勒冈州地区法院判决本州同性婚姻禁令在Geiger v. Kitzhaber（英语：Geiger v. Kitzhaber）的案件中违宪。俄勒冈州同性婚姻合法化。
- 5月20日， 美国宾夕法尼亚州地区法院判决本州同性婚姻禁令在Whitewood v. Wolf的案件中违宪。宾夕法尼亚州同性婚姻合法化。
- 6月6日， 美国威斯康星州地区法院判决本州同性婚姻禁令在Wolf v. Walker的案件中违宪。
- 6月18日， 卢森堡众议院以56-4投票通过承认同性婚姻的法案，盧森堡由此成為第十六個全國性給予同性註冊結婚的國家，法案在2015年1月1日生效。[106]6月24日国务委员会同意跳过第二轮投票。[107]7月4日该法案由 卢森堡大公亨利颁布，7月17日刊登在官方公报上。
- 6月25日，美国联邦第十巡回上诉法院裁决 犹他州同性婚姻禁令在Kitchen v. Herbert案件中违宪，但仍维持等候上诉。这是三人法官小组以2-1投票赞成维持下级法院2013年12月20日的判决。[95]
- 7月1日， 美国肯塔基西区联邦地区法院裁决本州同性婚姻禁令在Love v. Beshear的案件中违宪。
- 7月10日， 科罗拉多州地方法院裁定全县官员可违抗同性婚姻的州禁令。丹佛市和普韦布洛县宣布，他们将为同性伴侣颁發结婚证。
- 7月15日， 议会以89-16投票批准民事结合法案。
- 7月18日，美国联邦第十巡回上诉法院裁决 俄克拉荷马州的同性婚姻禁令在Bishop v. United States的案件中违宪，但仍等待上诉。[108]这个判决维持了下级法院2014年1月14日的裁决。[109]
- 7月23日， 科罗拉多州地方法院判决本州同性婚姻禁令在Burns v. Hickenlooper的案件中违宪。科羅拉多州同性婚姻開始合法化。第十巡回法院8月21日维持了判决。[110]
- 7月25日， 佛罗里达州迈阿密-戴德县地方法院裁决本州同性婚姻禁令在Pareto v. Ruvin的案件中违宪。[111]这是8天内赞成同性伴侣结婚的第二次裁决，第一次是门罗县地方法院在Huntsman v. Haevilin案件的裁定。[112]这两个案件都在等候上诉。
- 7月28日，美国联邦第四巡回上诉法院裁决 弗吉尼亚州同性婚姻禁令在Bostic v. Schaefer的案件中违宪。[113]这个判决维持了下级法院2014年2月13日的裁决。[114]
- 8月21日， 美国佛罗里达北区联邦地区法院裁决本州的同性婚姻禁令在Brenner v. Scott and Grimsley v. Scott的案件中违宪。[115]
- 9月1日， 墨西哥国会以19-1的投票批准 科阿韋拉州的同性婚姻法案。[116]
- 9月4日，美国联邦第七巡回上诉法院裁决 印第安纳州和 威斯康星州的同性婚姻禁令违宪。印第安纳州维持了下级法院关于Baskin v. Bogan案件的裁决，威斯康星州是对Wolf v. Walker案件的裁决。[117]
- 10月6日，美国最高法院同意上诉法院推翻 弗吉尼亚州， 印第安纳州， 威斯康星州， 俄克拉荷马州和 犹他州同性婚姻禁令的决定。允许同性伴侣在这五个州立即结婚，并有望约束影响在第四、第七、第十巡回上诉法院下的其他六个州（ 科罗拉多州， 堪萨斯州， 北卡罗来纳州， 南卡罗来纳州， 西弗吉尼亚州和 怀俄明州）。[118]
- 10月7日，美国科罗拉多州最高法院驳回Brinkman v. Long案件的同性婚姻暂停令，从而使同性婚姻在本州合法化。[119] 该案件在7月9日被亞當斯縣地方法院裁定本州同性婚姻禁令违宪。
- 10月7日，美国联邦第九巡回上诉法院推翻爱达荷州和内华达州的同性婚姻禁令。[120]
- 10月8日，美国最高法院大法官安东尼·肯尼迪发出命令搁置同性婚姻在美国内华达州和爱达荷州的实施。[121]
- 10月9日，美国最高法院大法官安东尼·肯尼迪说，10月8日他关于内华达州的命令是错误的，修改为仅适用于爱达荷州。[122]同性婚姻在内华达州开始生效。[123]
- 10月9日，西弗吉尼亚州的总检察长宣布，鉴于最高法院拒绝审议第四巡回法院裁决，他认为同性婚姻在西弗吉尼亚州已经合法，他将停止禁止同性婚姻的州法律。[124]西弗吉尼亚州的州长也发表了类似的声明，并下令所有政府机构遵守，立即向同性伴侣颁發结婚证。[125]
- 10月10日，美国地方法院法官Max Cogburn推翻了北卡罗莱纳州的同性婚姻禁令，理由是第四巡回上诉法院对于Bostic v. Schaefer案件的裁决。当天北卡罗来纳州开始同性婚姻登记。[126]
- 10月12日，地方法院法官Timothy Burgess推翻阿拉斯加州的同性婚姻禁令，使同性婚姻的法律在阿拉斯加立即生效。[127]由于10月12日是周日，10月13日是联邦假日，同性婚姻的注册申请可于10月14日周二开始。
- 10月15日，因案件Latta v. Otter解除延期，爱达荷州同性婚姻开始合法化。[128]
- 10月17日，美国地方法院法官John Sedwick裁决亚利桑那州禁止同性婚姻违宪，使得亚利桑那州同性婚姻合法化。[129]
- 10月17日，美国地方法院法官Scott Skavdahl裁决怀俄明州禁止同性婚姻违宪。[130]10月21日，怀俄明州表示他们不会提出上诉。同性婚姻开始在怀俄明州合法化。[131]
- 11月4日，美国地方法院法官Daniel D. Crabtree裁决堪萨斯州同性婚姻禁令在Marie v. Moser案件中违宪，他的决定发生在11月12日生效，州政府作为被告等候上诉结果。[132]
- 11月7日，美国地方法院法官Ortrie Smith裁决密苏里州同性婚姻禁令在Lawson v. Kelly案件中违宪，正等待上诉结果。[133]
- 11月12日，美国地方法院法官Richard Gergel裁决南卡罗来纳州同性婚姻禁令在Condon v. Haley案件中违宪。他的决定于11月20日生效，同性婚姻在南卡罗来纳州开始合法化。[134]
- 11月19日，美国地方法院法官Brian Morris裁决蒙大拿州的同性婚姻禁令在Rolando v. Fox案件中违宪，使得蒙大拿州同性婚姻合法化。
- 11月25日，两个美国地区法院推翻了对同性婚姻的州禁令，分别是 阿肯色州的Jernigan v. Crane案和 密西西比州的Campaign for Southern Equality v. Bryant案。
- 11月28日， 芬兰议会以105-92投票通过同性婚姻合法化，成為第十七個全國性給予同性註冊結婚的國家，是北歐五國中最后一个合法化同性婚姻的国家。
- 12月16日， 爱尔兰政府决定于2015年5月举行婚姻平等公投，公投将询问爱尔兰人民同性伴侣是否应该有结婚的权利。爱尔兰在2011年民事伴侣关系合法。
- 12月23日， 中華民國立法院审议同性婚姻合法化。反对党民进党（DPP）立法委员鄭麗君提出了性别中立措辞的一项法案。

#### 2015年
- 1月1日， 盧森堡同性婚姻生效。
- 1月6日，同性婚姻法律在 佛罗里达州生效。[135]
- 1月20日， 智利众议院投票通过承认同性民事伴侣的法案（pacto de unión civil或PUC），此前参议院已经通过该法案。
- 1月23日，同性婚姻法律在 阿拉巴马州生效。
- 2月20日， 芬兰总统绍利·尼尼斯托签署同性婚姻法案使之具备法律效力，该法案在2014年11月由议会批准，将在2017年生效。[136]
- 3月4日， 斯洛維尼亞國會以51-28投票通过同性婚姻法案，原可能成為東歐國家中第一個同性婚姻合法化的國家，但被後續的公投否決掉。
- 3月31日，承认同性伴侣相当于婚姻关系的 日本東京都澀谷區条例在区议会全体会议上以多数赞成获得通过，并于4月1日施行。但证明书发行时期等则需要今后区政府规定来决定。[137]
- 5月23日， 爱尔兰就「同性戀婚姻是否合法」舉行全民公決，結果顯示61%贊成票對上39%反對票通過同性婚姻合法化，愛爾蘭由此成為第十八個全國性給予同性註冊結婚的國家，同時也是第一個全民公投同性婚姻合法化的國家。[138]
- 5月26日， 格陵兰议会以27-0的票数一致通过了同性婚姻法案。该法律将于2015年10月1日生效。
- 6月3日， 墨西哥最高法院裁定该国禁止同性婚姻的法律是歧视性的。
- 6月5日， 美国一位联邦法官拒绝了海外领土关岛的法律中将婚姻定义为异性之间的结合的条款，从而开始允许同性婚姻。
- 6月12日，同性婚姻在墨西哥 奇瓦瓦州合法。
- 6月26日， 美國聯邦最高法院（Supreme Court of the United States）9位大法官以5人贊成、4人反對通過讓同性婚姻在美国合法化，美國由此成為第十九個全國性給予同性註冊結婚的國家，同時也是第二個同性婚姻合法化的北美洲國家。
- 7月10日，同性婚姻在墨西哥 格雷羅州合法。
- 7月15日，由于美国联邦最高法院的判决，同性婚姻在 波多黎各合法。
- 8月29日， 爱尔兰总统正式签署将同性婚姻纳入爱尔兰宪法。
- 9月22日， 海峡群岛泽西议会以37票赞成，4票反对，1票弃权投票通过同性伴侣结婚的法案。法律定于2017年1月生效。[139]
- 10月22日， 智利同性民事伴侣的法案正式生效。
- 10月30日， 爱尔兰愛爾蘭同性婚姻生效，預計第一場同性婚禮將可在11月左右進行。
- 11月26日， 賽普勒斯國會以39票贊成、12票反對、3票棄權通過承認同性民事伴侶結合的法案。[140][141]
- 12月10日， 海峡群岛根西议会以37票贊成、7票反對通過同性婚姻。[142]
- 12月17日，墨西哥 納亞里特州议会以26票贊成、1票反對、1票棄權通過同性婚姻法案。[143]
- 12月20日， 斯洛維尼亞就3月4日通过的同性婚姻法案進行複決公投。投票人數中，有36%的人投下贊成票，63%的人投下反對票，法案遭到否決，該次投票出席率為36%。[144]
- 12月23日， 希腊國會以193票贊成、56票反對通過承認同性民事伴侶結合的法案，但法案排除了繼親收養和共同撫養的權利。[145]

#### 2016年
- 2月25日， 義大利参议院以173-71投票通过民事结合法案。该法案将面临众议院投票表决。[146]
- 3月4日， 阿苏艾省一致通过一项法令，为同性伴侣建立婚姻登记册。由于婚姻是由厄瓜多尔全国政府管理，阿苏艾省的法令只是一个象征性的承认。[147]
- 3月5日，一项同性婚姻法案在  曼島议会分支以17-3获得通过。[148][149]
- 4月1日， 格陵蘭同性婚姻生效。
- 4月7日， 哥倫比亞最高法院以6比3的票數裁定同性婚姻合法化，哥倫比亞由此成為第二十個全國性給予同性註冊結婚的國家。[150]
- 4月21日， 斯洛維尼亞國會通過民事結合修正案，這部法律賦予同性戀者除了共同收養和人工受孕以外相同的權利,法案在2017年2月24日生效。企圖阻擋該法案生效的公投行動，被認定為濫用公投，而遭國會議長否定。[151]
- 4月26日， 马恩岛议会以6-3通过同性婚姻法案。该法案正等待御准。[152]
- 4月29日， 法罗群岛以19-14投票合法化同性婚姻。[153]
- 5月11日， 義大利众议院以372-51票投票赞成民事结合法案，等待意大利总统签署成为法律。[154]
- 5月12日，同性婚姻在墨西哥 哈利斯科州合法。[155]
- 5月20日， 意大利总统将该法案签署为法律后，同性的民事结合在意大利合法。
- 5月20日，在34-1投票后，同性婚姻在墨西哥 坎佩切州合法。[156]
- 6月12日，在24-0投票后，同性婚姻在墨西哥 科利马州合法。[157]
- 6月23日，在24-0投票后，同性婚姻在墨西哥 米却肯州合法。[158]
- 7月5日，在20-6投票后，同性婚姻在墨西哥 莫雷洛斯州合法。[159]
- 7月22日，获得御准后，同性婚姻在 曼島开始合法化。[160]
- 9月21日， 英國海外領土根西議會以33比5的票數通過同性婚姻法案
- 10月13日，同性婚姻在 英属南极领地合法化。[161]
- 10月26日，同性婚姻由英国海外领土 直布罗陀议会通过，等待御准。[162]
- 11月1日， 直布羅陀的同性婚姻獲得御准
- 12月， 爱沙尼亚法院下令政府必須承認外國的同性婚姻
- 12月14日， 根西的同性婚姻獲得御准
- 12月15日， 直布羅陀的同性婚姻生效

#### 2017年
- 1月1日，英国阿森松岛同性婚姻法律生效。
- 2月24日， 斯洛維尼亞的民事結合修正案生效。
- 3月1日，芬蘭的同性婚姻法律生效。
- 4月13日，英国福克兰群岛同性婚姻法律生效。[163]
- 5月2日，英國根西同性婚姻法律生效。
- 5月5日，英國百慕大同性婚姻法律生效。
- 5月24日， 中華民國司法院大法官宣告民法未保障同性婚姻的平等自由已屬違憲，給予兩年時間完成保障同性婚姻的相關法律，若2019年5月24日尚未修法完成，同性伴侶自動適用婚姻相關法律條文，因此可能会成為亞洲第一個將同性結婚法制化的地区。
- 6月30日，德國聯邦議院以393票同意、226票反對、4票棄權通過德國同性婚姻法案。
- 7月1日， 法罗群岛同性婚姻法律生效。
- 7月7日，德国联邦参议院通过同性婚姻法案，德國成為中歐第一個、第二十一個全國性給予同性註冊結婚的國家。[164]
- 7月11日，根据墨西哥最高法院的判决，同性婚姻在墨西哥 恰帕斯州合法。
- 7月12日， 马耳他议会以66票同意、1票反對通過馬爾他同性婚姻法案。
- 8月1日，根据墨西哥最高法院的判决，同性婚姻在墨西哥 普埃布拉州合法。
- 8月4日，英国特里斯坦-达库尼亚同性婚姻法律生效。
- 9月1日，馬爾他的同性婚姻法律生效，馬爾他成為第二十一個全國性給予同性註冊結婚的國家。
- 10月1日，德國同性婚姻法律生效德國成為中歐第一個、第二十二個全國性給予同性註冊結婚的國家。
- 11月3日， 墨西哥下加利福尼亞州政府通过法令使同性婚姻合法化。
- 11月15日，澳洲一项不具约束力的邮政公民投票结果显示61.6％的公民赞成同性婚姻。一旦议会通过1961年《婚姻法》修正案，澳大利亚将同性婚姻合法化。[165]
- 12月4日， 奥地利宪法法院决定在2019年1月1日之前为同性伴侣开放婚姻登记，并为异性伴侣开放登记伴侣关系。[166]
- 12月7日，澳洲参议院通过后，众议院三读通過澳大利亞同性婚姻法律，136票赞成，4票反对，8票弃权。法律于2017年12月9日生效，同性婚姻注册定于2018年1月9日开始。[167]
- 12月9日，澳洲同性婚姻法律正式生效，澳洲成為第二十三個全國性給予同性註冊結婚的國家，同時成為第二個同婚合法的大洋洲國家。
- 12月19日，圣赫勒拿立法委员会决定让同性婚姻合法化。该法案正在等待皇室同意。[168]
- 12月20日，圣赫勒拿同性婚姻合法化。

#### 2018年
- 1月9日， 提出澄清同性伴侣权利的请求之后，美洲人权法院裁定，《圣何塞条约》的所有签署方都必须向同性伴侣提供与异性伴侣相同的权利，包括婚姻，这可能使美洲大部分地区的同性婚姻合法化。哥斯达黎加政府宣布将遵守这一裁决。[169][170]
- 6月5日，欧洲法院规定，如果同性婚姻中至少有1人是欧盟公民，欧盟成员国应该为居住目的承认其同性婚姻。斯洛伐克宣布他们将遵守这项裁决，承认在国外注册的同性婚姻。[171]
- 6月14日，奧爾德尼島同性婚姻合法化。[172]
- 7月1日，澤西島同性婚姻合法化。[173]
- 8月8日，哥斯大黎加宪法法院决定在2020年2月8日之前为同性伴侣开放婚姻登记。[174]
- 10月7日，由于投票率低，羅馬尼亞修改宪法禁止同性婚姻的公民投票失败。[175]
- 11月23日，在政府对6月6日裁决的上诉失败后，同性婚姻在百慕大再次合法化。[176]
- 11月24日，中華民國全國性公民投票，其第10[177]、12[178]通過同性婚姻不直接修改民法，會以其他形式，如另立特別法等，讓其釋字第748號釋憲案得以實現。
- 12月5日，同性民事结合在圣马力诺合法化。[179]此前以40比4的票数通过了民事结合立法。[180]

#### 2019年
- 1月1日， 奥地利同性婚姻正式生效，成為第二十四個全國性給予同性註冊結婚的國家，同時成為第二個同婚合法的中歐國家。[181][182]
- 1月11日，立陶宛最高法院裁定国家必须授予欧盟公民同性伴侣的居住权。[183][184]
- 2月19日，墨西哥新萊昂州通过最高法院裁决使同性婚姻合法化。[185][186]
- 4月2日，墨西哥阿瓜斯卡連特斯州通过最高法院裁决使同性婚姻合法化。
- 5月17日， 中華民國立法院會議以66票同意，27票反對，通過《司法院釋字第七四八號解釋施行法》。
- 5月22日， 中華民國總統蔡英文公布《司法院釋字第七四八號解釋施行法》全文。
- 5月24日， 中華民國同性婚姻法案正式生效，成為第二十五個全國性給予同性註冊結婚的國家，同時成為第一個同婚合法的亞洲國家，亦是第一個東亞國家。
- 6月11日，墨西哥伊達爾戈州同性婚姻合法化。[187]
- 6月12日， 憲法法庭以5比4的投票裁决同性婚姻合法化。[188][189]
- 6月29日，墨西哥南下加利福尼亞州同性婚姻合法化。[190]
- 7月8日， 同性婚姻合法化，成為第二十六個全國性給予同性註冊結婚的國家。[188][189]
- 7月25日，保加利亚最高行政法院援引2018年欧洲法院关于承认其他欧洲联盟国家同性婚姻的裁决，裁定保加利亚必须给予包括至少一名欧盟公民在内的同性已婚夫妇居住权。[191]
- 8月28日，墨西哥瓦哈卡州地方议会经过25-10的投票推翻了该州禁止同性婚姻的禁令，同性婚姻合法化。[192]
- 10月21日，由于北爱尔兰议会尚未在此日期之前组成政府，因此同性婚姻将于2020年1月13日在北爱尔兰合法。[193]
- 10月29日，巴拿马国民议会通过了一项宪法修正案禁止同性婚姻，这一修正案必须得到全民公决的批准。[194]
- 12月18日，墨西哥执政党提出了一项拟议的宪法修正案，以使同性婚姻在联邦范围内合法化。[195]

### 2020年代

#### 2020年
- 1月13日，北爱尔兰同性婚姻（英语：Same-sex marriage in Northern Ireland）合法化，使 英国成為第二十七個全國性給予同性註冊結婚的國家。[196]
- 1月16日，智利参议院以22-16票表决开始就同性婚姻法案进行辩论。如果获得参议院批准，它将提交智利国会。[197]
- 4月23日，薩克島同性婚姻合法化。[198][199][200]
- 5月26日， 同性婚姻合法化，成為第二十八個全國性給予同性註冊結婚的國家，亦是第一個中美洲國家。[201]
- 7月1日，黑山议会以42票赞成，5票反对和34票弃权通过了一项法律，批准了同性恋伴侣的民事结合关系，这使同性伴侣享有已婚的异性伴侣的所有权利，有可能合法地养育儿童。该法案随后由现任总统米洛·久卡诺维奇签署。[202][203]
- 7月8日，泰國內閣批准民事伴侶法案，該法案具有跟異性婚姻一模一樣的權利。
- 7月16日，墨西哥下加利福尼亚州议会中以15票赞成，3票反对和7票弃权获得通过一项宪法修正案，将废除在下加利福尼亚州禁止同性婚姻的禁令。[204]
- 9月4日，開曼群島承认同性民事伴侣关系。
- 11月3日，墨西哥普埃布拉州议会通过同性婚姻的合法化。
- 12月1日，瑞士国务委员会投票通过，将同性婚姻合法化。[205]

#### 2021年
- 6月15日，墨西哥錫那羅亞州议会一致通过同性婚姻的合法化。[206]
- 6月16日，墨西哥一项废除下加利福尼亚州禁止同性婚姻禁令的宪法修正案在下加利福尼亚州议会获得通过，18名议员赞成，4人反对，1人弃权，并将其送交州议会批准或不批准。[207]

- 7月21日， 智利参议院以28-14票批准同性婚姻法案，成為第二十九個全國性給予同性註冊結婚的國家。[208]
- 8月9日，废除下加利福尼亚州同性婚姻禁令的宪法修正案在政府公报上公布后生效。[209]
- 8月25日，墨西哥尤卡坦州议会以20-5票批准尤卡坦州的同性婚姻。[210]
- 9月22日，墨西哥克雷塔罗州议会以21-4票批准了克雷塔罗州的同性婚姻。[211]
- 9月23日，墨西哥索诺拉州议会以26-7票批准了索诺拉州的同性婚姻。[212]
- 9月26日， 瑞士同性婚姻民法修正公投案以64.1%支持、35.9%反對的投票結果，通過支持同性婚姻合法化的提案，成為第三十個全國性給予同性註冊結婚的國家，同時成為第三個同婚合法的中歐國家。[213]
- 12月7日，東京都知事小池百合子宣布东京将从2022年11月1日起承认同性伴侣关系。[214][215]

- 12月9日，智利总统塞瓦斯蒂安·皮涅拉签署同性婚姻法案使之具备法律效力。[216]两天前，众议院以82-20，参议院以21-8通过了该法案。[217]

- 12月14日，墨西哥萨卡特卡斯议会以18-10将同性婚姻合法化。[218]该法律何时生效尚待确定。

- 12月20日，根据政府法令，同性婚姻在墨西哥瓜納華托州合法化。[219]

#### 2022年
- 3月1日，在2021年8月25日修改宪法后，墨西哥尤卡坦州议会一致通过了一项法案，修改所有立法以允许同性婚姻。
- 3月10日，智利同性婚姻合法化。
- 4月6日，墨西哥哈利斯科州议会通过了一项将平等婚姻编入法律的法案，使州民法典与2016年最高法院的裁决保持一致。[220]
- 6月2日，在墨西哥国家最高法院（英语：Supreme Court of Justice of the Nation）于2022年5月30日作出裁决之后，韦拉克鲁斯议会通过了一项将同性婚姻合法化的法案。该法律于2022年6月14日生效。
- 6月15日，泰国国会首先批准了允许民事伴侣关系或完全同性婚姻的四项不同法案。[221]
- 7月1日，2021年瑞士同性婚姻公投结果生效，瑞士同性婚姻合法化。
- 7月8日，当宪法法院（英语：Constitutional Court of Slovenia）裁定 斯洛維尼亞的同性婚姻禁令违宪时，同性婚姻在斯洛文尼亚合法化，成為第三十一個全國性給予同性註冊結婚的國家，同時也是第一個同婚合法的東歐國家。尽管裁决立即生效，但法院给议会六个月的时间来解决这种情况。[222][223]
- 7月21日， 安道尔總委員會以18-6票批准同性婚姻法案，成為第三十二個全國性給予同性註冊結婚的國家。[224]
- 7月22日，古巴国民议会批准对《家庭法》进行修改，包括对同性婚姻的合法化。定于2022年9月25日举行全民公决。[225]

- 8月4日，烏克蘭總統澤倫斯基表示會和閣員一同積極實現婚姻平權。
- 8月17日，新的安道尔家庭法典由安道爾大公埃马纽埃尔·马克龙签署成为法律。该法律将在六个月后（即2023年2月17日）生效。它包括同性婚姻合法化。[226]
- 9月18日，基于9月16日签署的州长法令，同性婚姻在墨西哥杜兰戈州合法化。[227][228]
- 9月25日，古巴《家庭法》公投结果出炉[229]，宣布同性婚姻合法化。它于次日由米格尔·迪亚斯-卡内尔签署成为法律，并于9月26日在官方公报上公布时生效， 古巴也成為全球第三十三個全國性給予同性註冊結婚的國家，同時是第一個同婚合法的共產國家。[230]
- 10月11日，墨西哥州国会以50-16、7票弃权通过了一项允许同性婚姻和同居的法律。[231]该法律于2022年11月2日生效。[232]
- 10月18日，斯洛文尼亚议会以51-24通过一项法律，将宪法法院关于同性婚姻和收养合法化的决定编入法典。[233]
- 10月25日， 墨西哥格雷罗州议会以38-6通过了同性婚姻合法化的法案。[234]它于2022年12月31日生效。
- 10月26日， 墨西哥的塔毛利帕斯州國會以23-12通過同性婚姻立法[235]，该法案于11月18日生效[236] 。至此全國通過同性婚姻（墨西哥全國有1區31州）， 墨西哥也成為全球第三十四個全國性給予同性註冊結婚的國家。
- 11月2日，列支敦士登议会以23-2通过一项动议，呼吁政府提出一项同性婚姻合法化的法案。[237][238][239]
- 12月8日，美国众议院通过《尊重婚姻法》。2022年7月，该法案以267-157通过[240]。2022年12月，美国参议院以61-36通过该法案，众议院再次以258-169通过。[241]

#### 2023年
- 1月19日，中華民國國民与同性婚姻未合法国家公民之间的同性婚姻在臺灣地區合法化。但这不包括中华人民共和国大部分地区的公民（香港和澳门居民除外），因为海峡两岸的婚姻必须首先在中国大陸登记。[242]
- 1月31日，斯洛文尼亚同性婚姻合法的法律生效。
- 2月17日，安道爾《家庭法》正式生效，同時同性婚姻合法化。
- 2月21日，韓國首爾高等法院首度判決承認同性伴侶的國民健康保險相關法律權益。
- 5月16日，纳米比亚最高法院命令政府承认在其他国家登记的同性婚姻。[243]
- 6月20日， 爱沙尼亚 國會以55-34通過同性婚姻合法化，其後總統正式簽署生效。[244]该法律于2024年1月1日生效。愛沙尼亞成為全球第三十五個全國性給予同性註冊結婚的國家，同時是第一個同婚合法的前蘇聯加盟共和國。
- 6月28日，尼泊爾最高法院下令須提供同性族群暫時結婚的措施，同時要求政府修改法律以利同性婚姻合法化。[245]尼泊尔第一对同性伴侣于11月29日登记结婚。[246]
- 7月22日，秘鲁高等法院裁定，同性伴侣有权将其婚姻合法登记在公共记录中。[247]
- 12月13日，泰国内阁批准一项允许同性婚姻的法案，并于12月21日在议会以压倒性多数通过。[248][249]

#### 2024年
- 1月1日，愛沙尼亚同性婚姻合法的法律生效。[250]
- 2月15日， 希腊議會以176票通過同性婚姻合法化，希臘成為全球第三十六個全國性給予同性註冊結婚的國家，同時是首個同婚合法的東正教國家。[251]
- 3月8日，列支敦士登一读批准同性婚姻法案。[252][253][254][255]
- 3月14日，札幌下级法院宣布日本对婚姻的完全异性恋定义违宪。[256]
- 3月27日， 泰國下议院通过同性婚姻合法化法案，預計會獲上議院通過，並在泰王御准後120日內成為法律。[257]泰國成為全球第三十七個全國性給予同性註冊結婚的國家，同時是首個同婚合法的東南亞國家。
- 5月16日， 列支敦斯登議會25票中以24票表決通過同性婚姻合法化法案，列支敦士登成為全球第三十八個全國性給予同性註冊結婚的國家，法案預計2025年1月1日起生效。
- 6月18日， 泰國參議院同意同性婚姻和兒童收養合法化法院，並在泰王御准後120日內成為法律。

#### 2025年
- 1月1日，列支敦士登同性婚姻合法的法律生效。
- 1月23日，泰國同性婚姻合法的法律生效。